# Volturno
De Volturno is een 175 kilometer lange rivier, die door de Italiaanse regio's Molise en Campania stroomt. De rivier ontspringt in de buurt van Rocchetta a Volturno en stroomt bij Castel Volturno in de Tyrreense Zee, in de Golf van Gaeta.
In 554 vond bij de rivier de Slag bij Volturnus plaats, tussen het Byzantijnse leger onder leiding van generaal Narses en een leger bestaande uit Franken en Alemannen. In 1860 versloegen troepen van Giuseppe Garibaldi de Napolitaanse royalisten onder leiding van Frans II der Beide Siciliën in de Slag bij de Volturno.

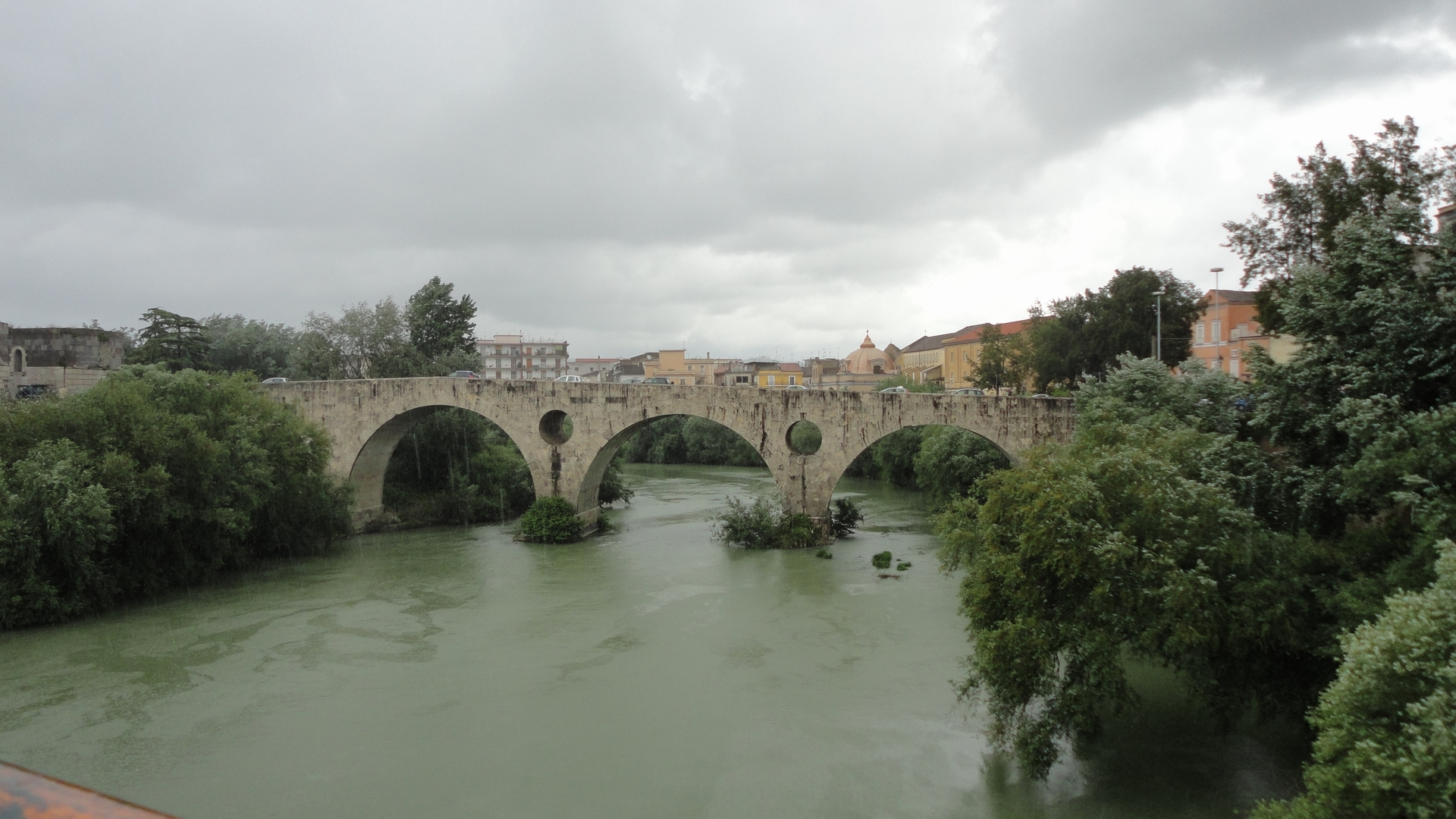
Brug over de Volturno in Capua

- Gemeinsame Normdatei: 4310324-8
- Library of Congress Control Number: sh2001004771
- Nationale Bibliotheek van Tsjechië: ge632004
- Nationale Bibliotheek van Israël: 987007537342705171
- Virtual International Authority File: 240482709